# Dreux
Dreux [drö] je francouzské město v departementu Eure-et-Loir v regionu Centre-Val de Loire. Leží asi 80 km západně od Paříže a asi 40 km severně od Chartres. V roce 2010 zde žilo 31 031 obyvatel. Je centrem arrondissementu Dreux.

## Historie
Na tomto místě bylo hlavní sídlo galského kmene Durocassů, v římské době křižovatka důležitých cest. Ve středověku bylo město sídlem hrabství a leželo na hranici francouzského království a vévodství Normandie, takže bylo opakovaně obléháno. Městská práva získalo kolem roku 1100 od krále Ludvíka VI. Roku 1562 v krvavé bitvě u Dreux porazilo královské vojsko pod velením Františka Lotrinského protestantskou armádu. Od 18. století vznikal v Dreux významný průmysl, zejména textilní, papírenský a tiskařský a další. Po roce 1945 se počet obyvatel rychle zdvojnásobil zejména dík velké imigraci ze Severní Afriky. Roku 1983 bylo Dreux prvním městem, kde v obecních volbách zvítězil krajně pravicový Front National, který tu měl v dalších letech střídavé úspěchy.

## Pamětihodnosti
- Stará radnice, věžový dům (Beffroi) ze 16. století.
- Kostel sv. Petra, trojlodní gotická bazilika, založená ve 13. století, ale dokončená až po roce 1600 a obě věže zůstaly vlastně torzy. V kostele je bohatý soubor velmi cenných vitráží z 15.-16. století a velké varhany. Vnitřní zařízení a část sochařské výzdoby byla zničena za revoluce roku 1794.
- Zbytky středověkého hradu s novogoticky přestavěným kostelem sv. Ludvíka. V královské kapli je pohřbeno několik králů a vévodů z dynastie Bourbonů z Orléansu, mezi jinými princezna Sofie Bavorská a její manžel, vévoda Ferdinand z Alençonu.

## Doprava
Železniční spojení obstarává předměstská linka Transilien N Paříž-Montparnasse – Dreux a trať Paříž – Granville. Silniční dopravu zajišťuje státní silnice N 12 Paříž – Brest a dálnice A 154 Rouen – Chartres. Městskou dopravu obstarávají autobusy.

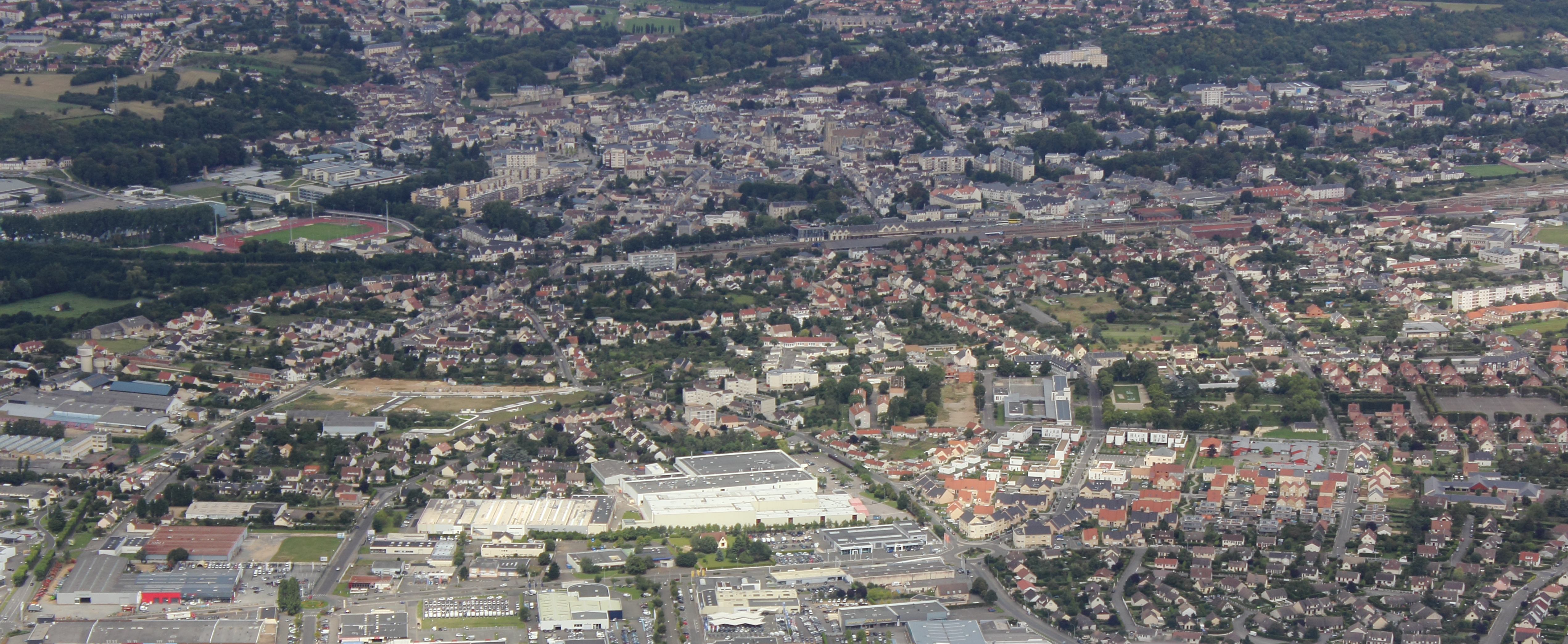
Letecký pohled na město

## Galerie

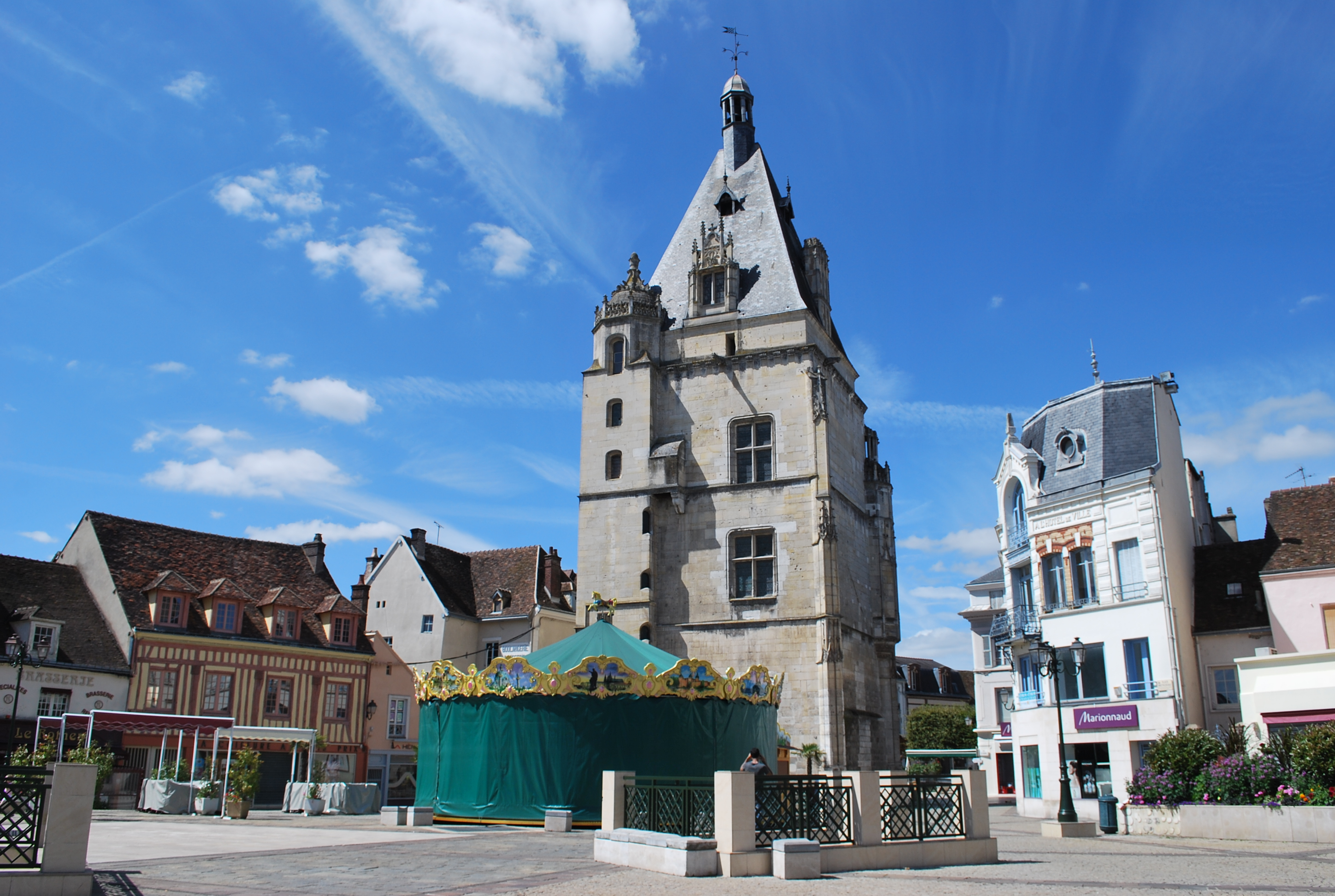
Stará radnice (Beffroi)
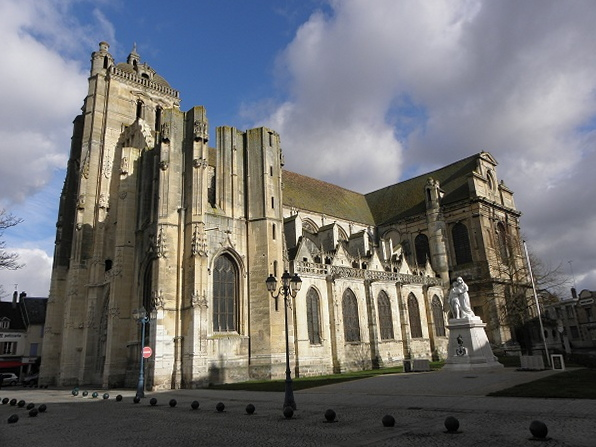
Kostel sv. Petra
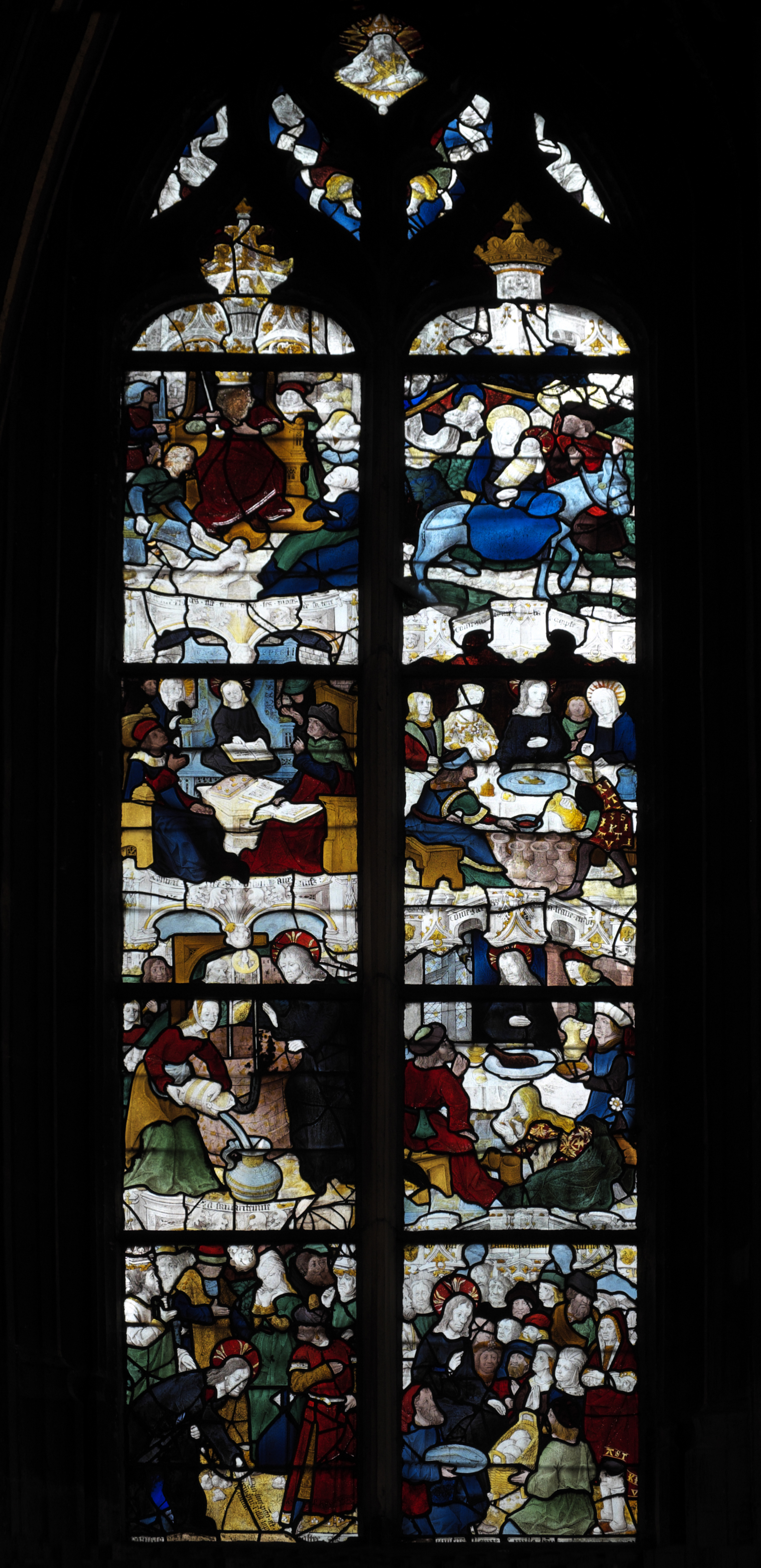
Barevné okno z 15. století
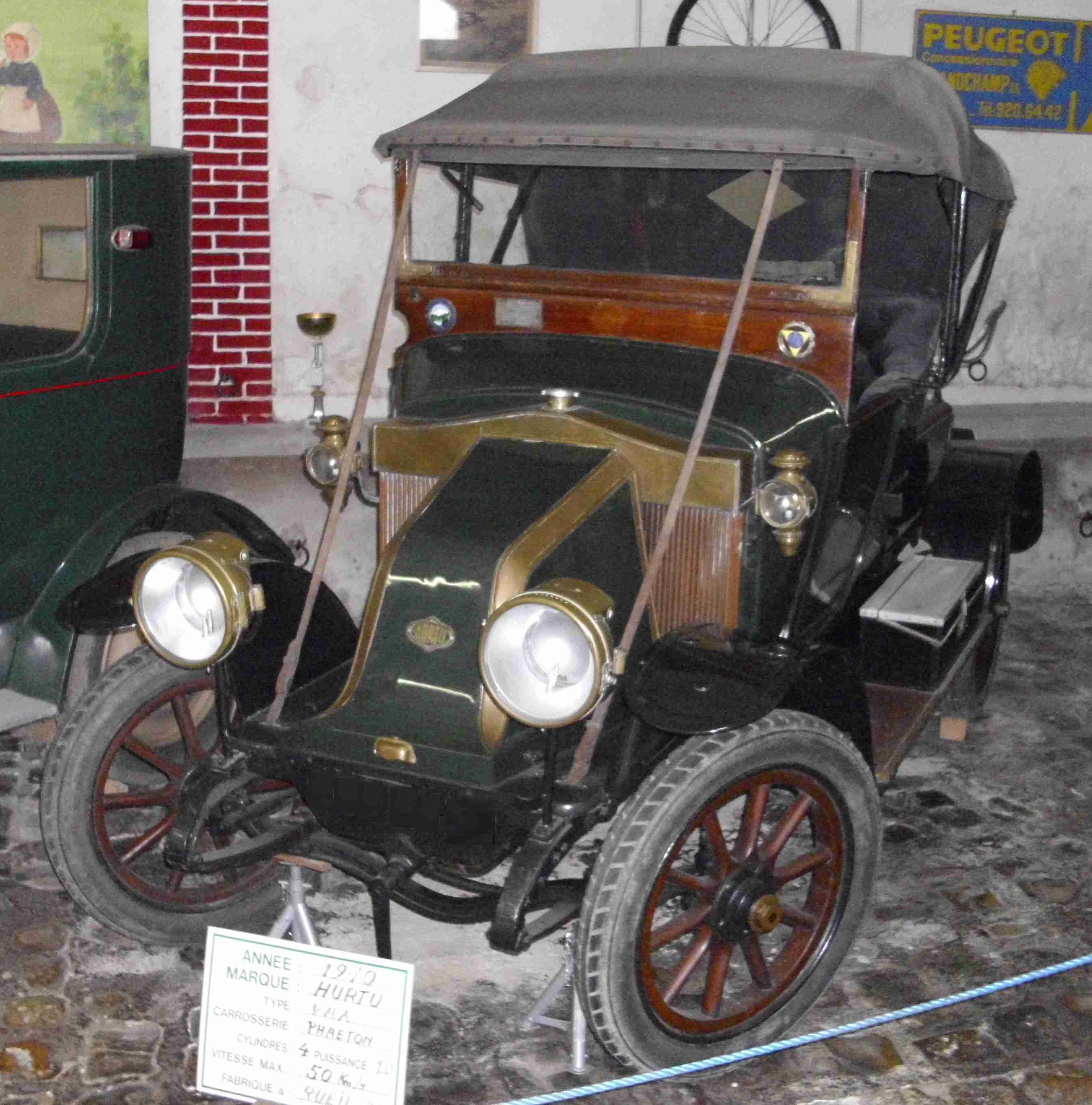
Automobil Hurtu (1910) v muzeu

## Vývoj počtu obyvatel
Počet obyvatel 